# 北村麗
北村 麗（きたむら うらら、1996年〈平成8年〉12月27日 - ）は、フリーアナウンサーで元岡山放送のアナウンサー。

## 人物
神奈川県逗子市出身。早稲田大学卒業。
2019年に岡山放送に入社。
2022年3月に3年間在籍した岡山放送を退社。同年10月「オールウェーブ・アソシエツ」に移籍。
約2年間気象情報を伝えていたことでちゃんと勉強したいと興味を持ち、同年9月30日に気象予報士試験に合格。
2024年11月1日開始のTOKYO MX『おはリナ!』では気象予報士として出演。

## 担当番組

### 現在の担当番組
- おはリナ!（TOKYO MX -　2024年 - ）

### 岡山放送時代の担当番組
- レッツダンス ! みらいのとちゅう（2019年9月 - 2022年3月､同期の今川菜緒と出演。)
- OHK Live（2019年10月 - 2022年3月）
- Live News イット!土曜・日曜ローカルパート
- ビズワン!（2020年4月 - 2022年3月）
- Haremachi恋no ミカタ（2020年4月 - 2022年3月）
- と昼はドドッと !（2021年4月3日　- 2022年3月19日）
- KOKOHOREニッポン‼︎（2021年5月）

CM
- OHK社外モニター（2019年8月､2020年2月）